# Wickiana

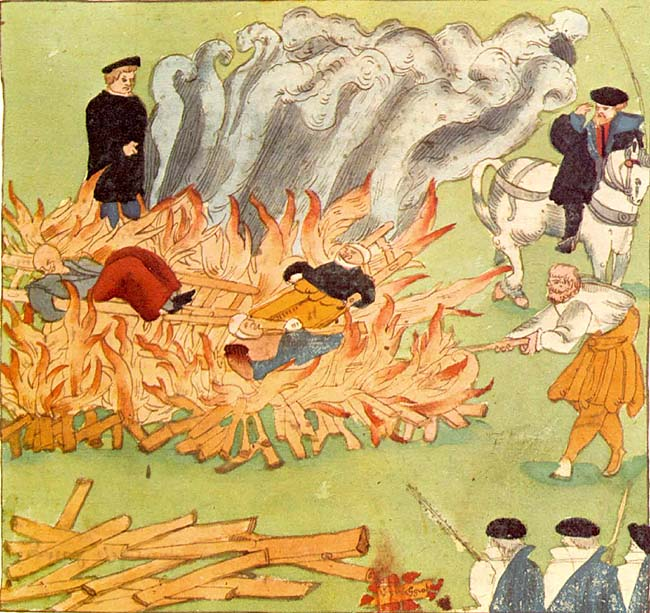
Tre häxor bränns på bål i Baden (1585).

Wickiana är erkänd som en av de mest betydande samlingarna av nyhetsrapporter och dokument som rör aktuella händelser med anor från 1600-talet i form av enstaka blad och illustrerade textark, pamfletter, gravyrer, handskrivna texter och teckningar. Dessa tidskapslar är ett av de viktigaste arkiven som rör en viss epok, nämligen reformationen i Schweiz. Johann Jakob Wick (1522-1588), efter vilken kollektionen döpts, var präst i Predigerkirche (i Altstadt (Zürich)) och på ett sjukhus i Zürich från 1552. Han blev därefter andra ärkediakon och därmed också kanik vid Grossmünster i Zürich från 1557. Wick sammanställde och arrangerade samtida nyhetsdokument kronologiskt ordning mellan 1559 och 1588, samt integrerade ytterligare material från perioden ca. 1505 fram till 1559 i sin samling.
Wicks samling är inbunden i 24 foliovolymer, vilka efter Wicks död 1588 förvarades i Grossmünster Stiftsbibliothek. Därefter överfördes de till Zürich Stadtbibliothek år 1836. Förutom ett stort antal gravyrer från tysktalande länder, innehåller samlingen även 52 objekt på andra språk. Många av arken kommer från de viktigaste centrumen för trycksaker och bokproduktion vid denna tid - Augsburg, Nürnberg och Strassburg.
Dokumentens bilder och texter vittnar om det samtida livet och visar hur detta var en tid av religiös och politisk oro. Där rapporteras exempelvis om naturliga fenomen såsom kometer, jordbävningar och översvämningar, om fysiska missbildningar hos djur och människor, om sensationella brott och politiska händelser i tiden.

## Exempel

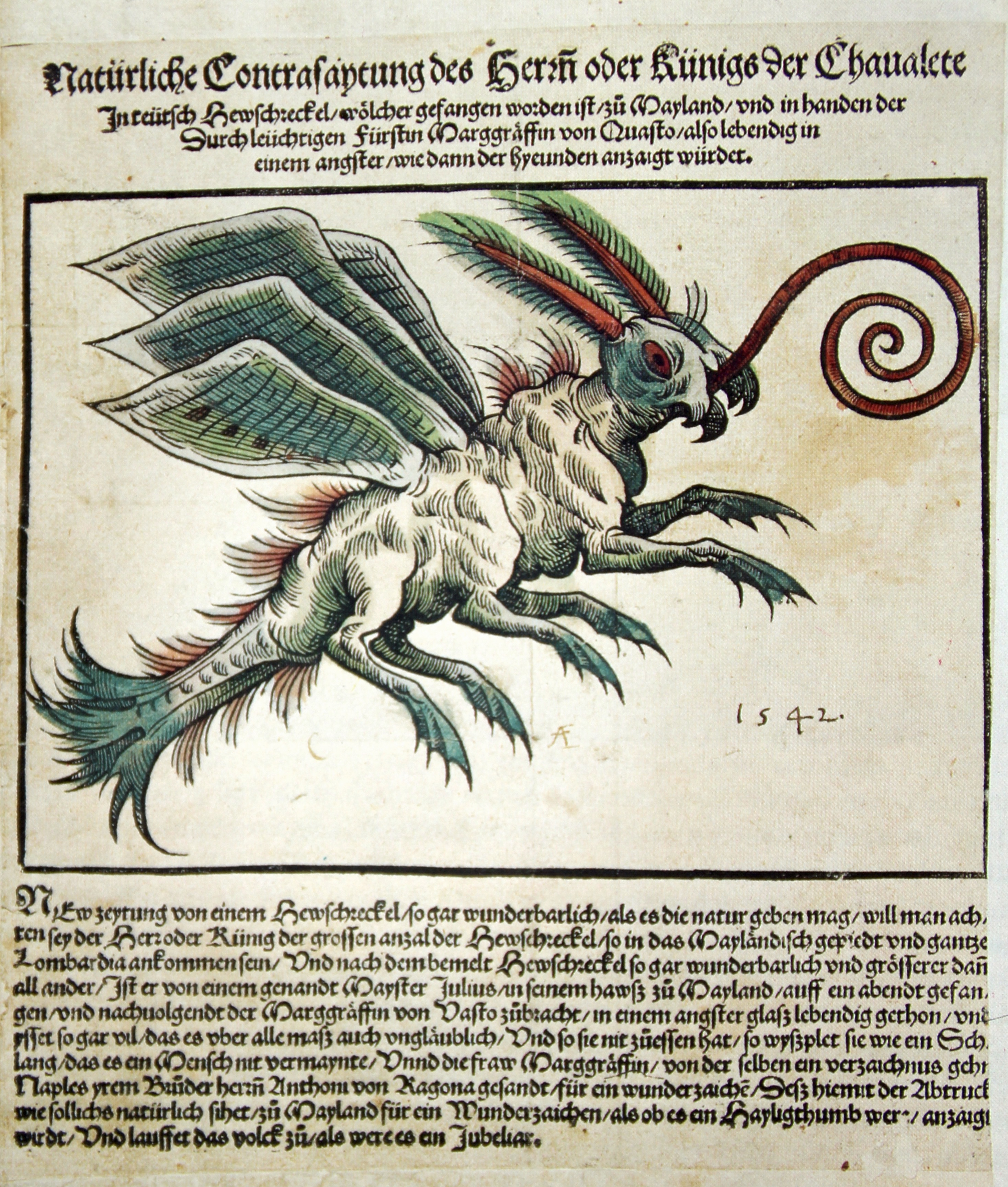
Gräshoppa
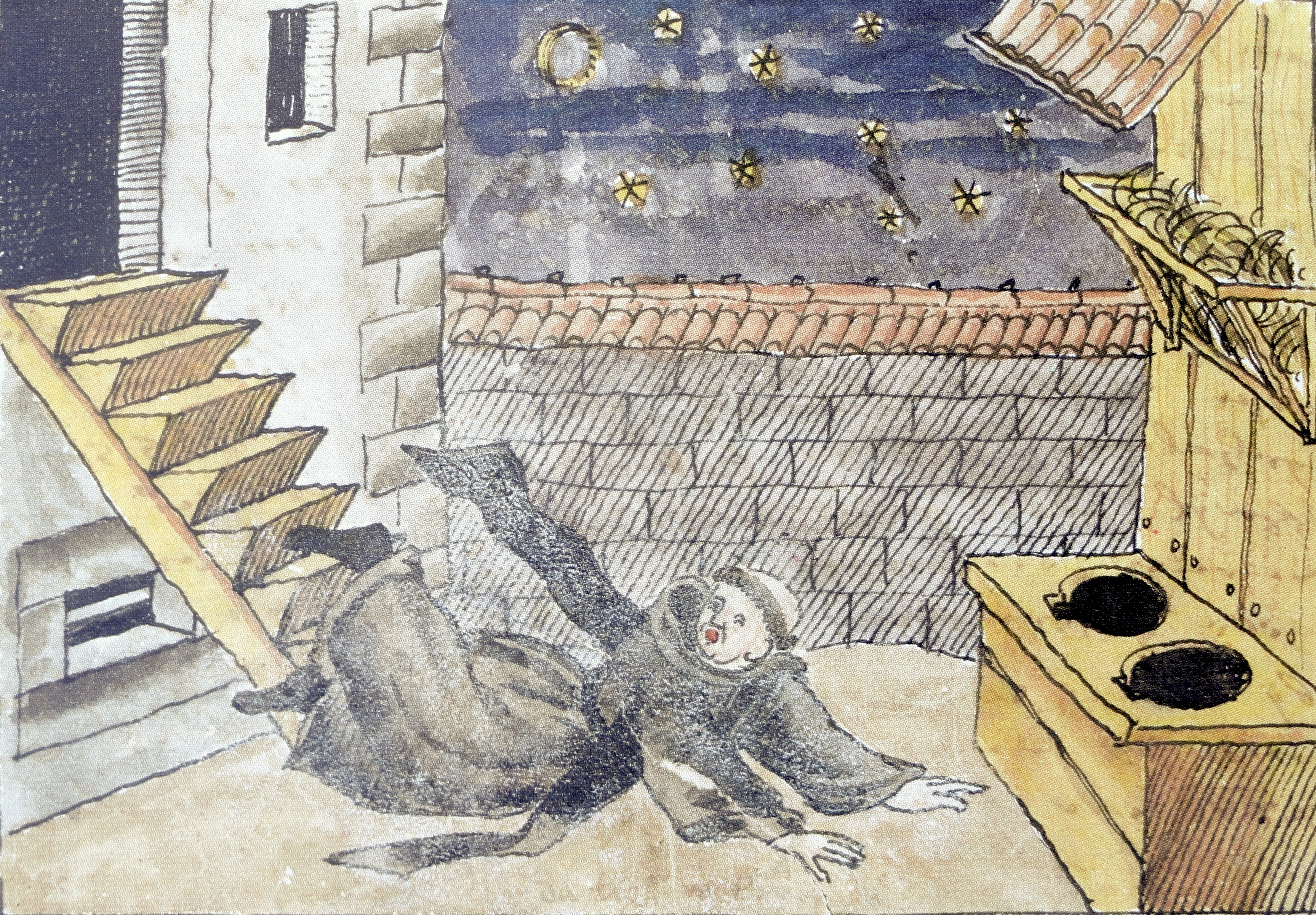
Munken Bastian Hegner faller och dör i Rapperswil den 12 november 1561
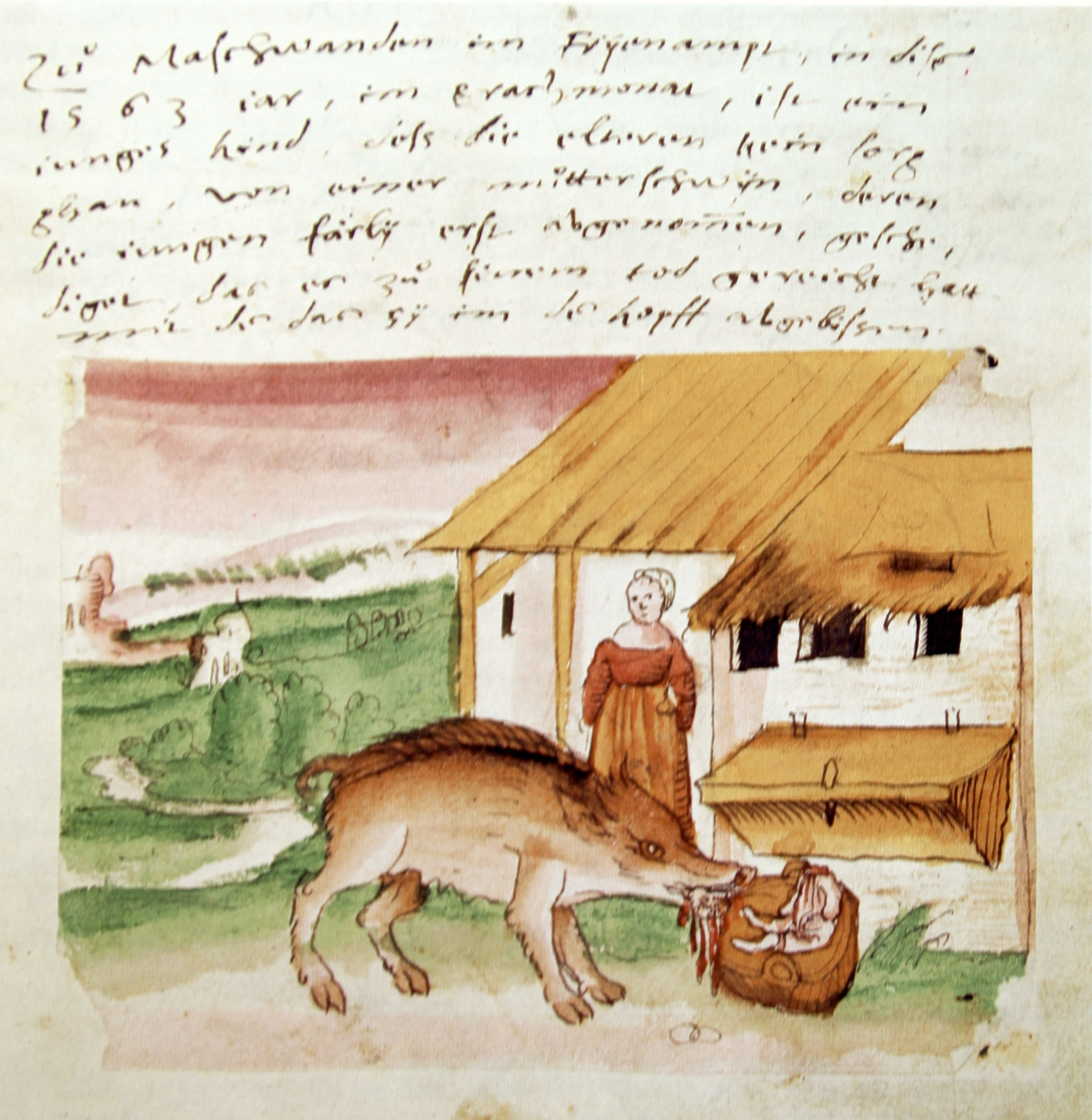
Ett barn i Maschwanden blir attackerad av en gris och dör.
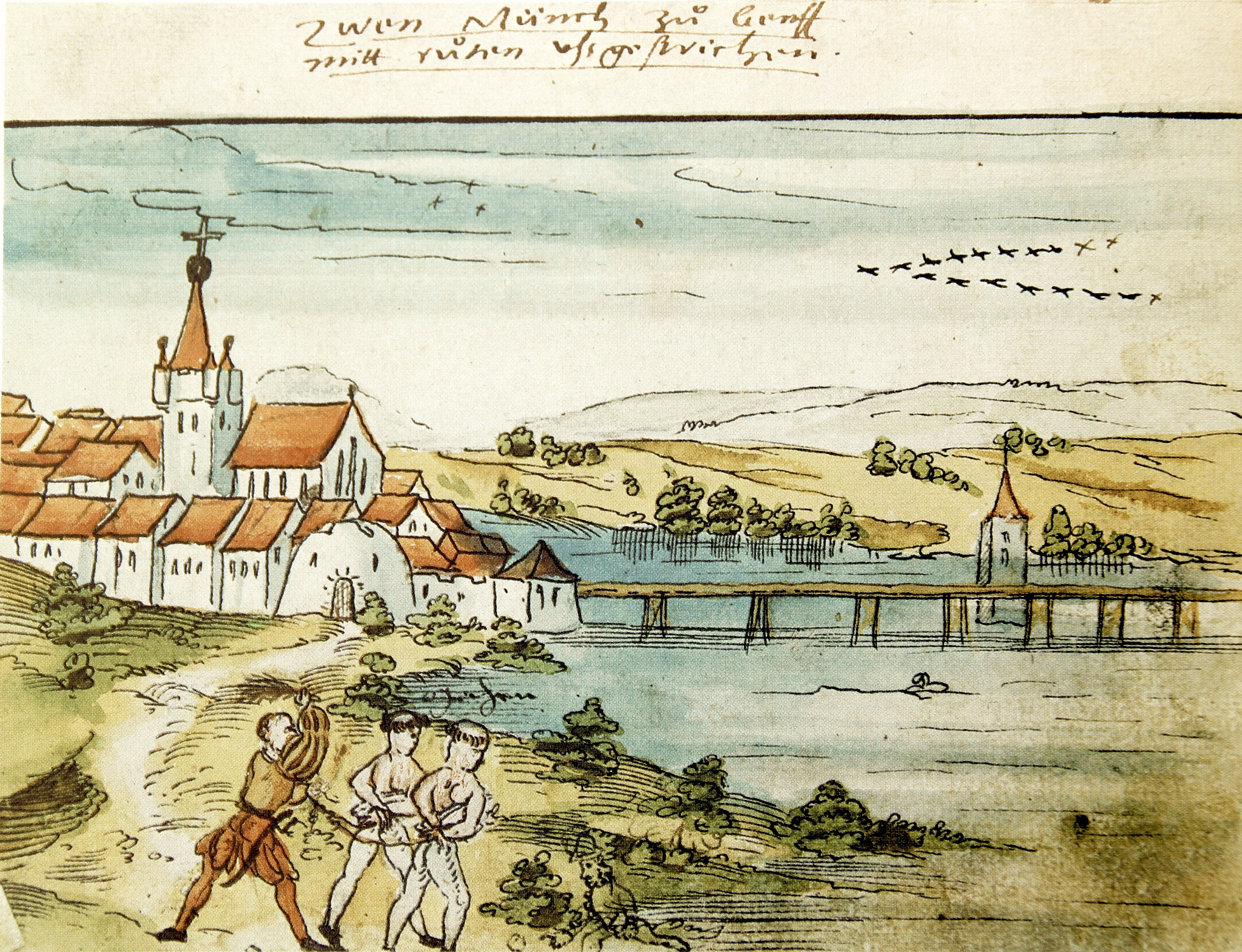
I Genève piskas två munkar för fusk.
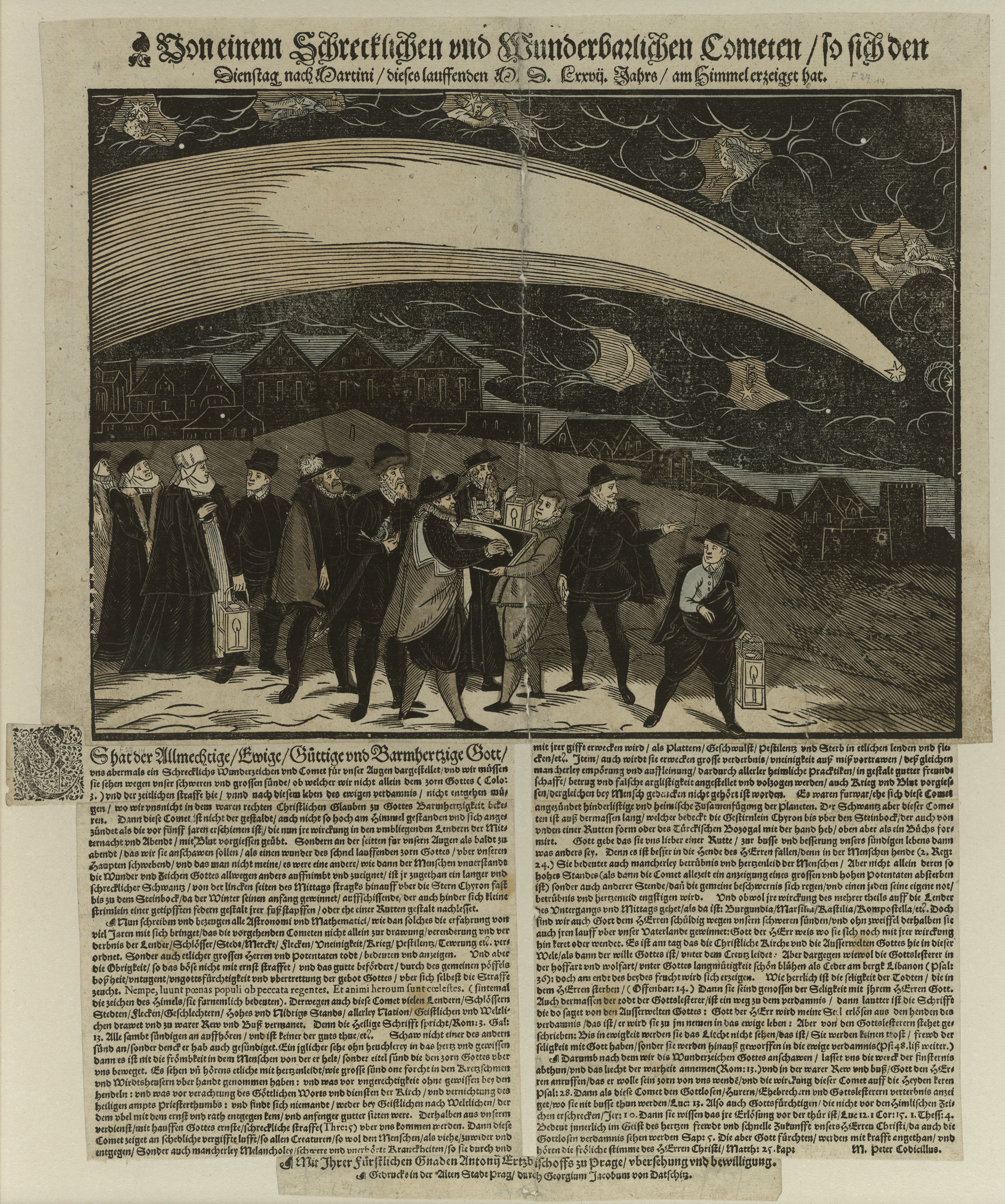
Den stora kometen år 1577 över Prag, 12 november 1577